# لئوپولدشلاگ
لئوپولدشلاگ (به آلمانی: Leopoldschlag) یک منطقهٔ مسکونی در اتریش است که در ناحیه فرایشتات واقع شده‌است. لئوپولدشلاگ ۲۵٫۶۷ کیلومتر مربع مساحت دارد ۶۳۰ متر بالاتر از سطح دریا واقع شده‌است.